# Vitinho (football, juillet 1999)
 (février 2023).
Pour les articles homonymes, voir Vitinho.
Victor Alexander da Silva, connu comme Vitinho, né le 23 juillet 1999 à Belo Horizonte en Brésil, est un footballeur brésilien qui joue au poste d'arrière droit au Botafogo FR.

## Biographie

### En club
Né à Belo Horizonte en Brésil, Vitinho est formé par Cruzeiro.
Le 13 juillet 2018, il rejoint le Cercle Bruges.
Le 28 juillet 2022, il rejoint le Burnley FC.

### En sélection
Il joue pour le Brésil -20 ans à deux reprises.

## Palmarès
Burnley FC
- Champion d'Angleterre de D2 en 2023.

 Botafogo
- Copa Libertadores
  - Vainqueur en 2024
- Championnat du Brésil
  - Vainqueur en 2024